# Kysucký Lieskovec

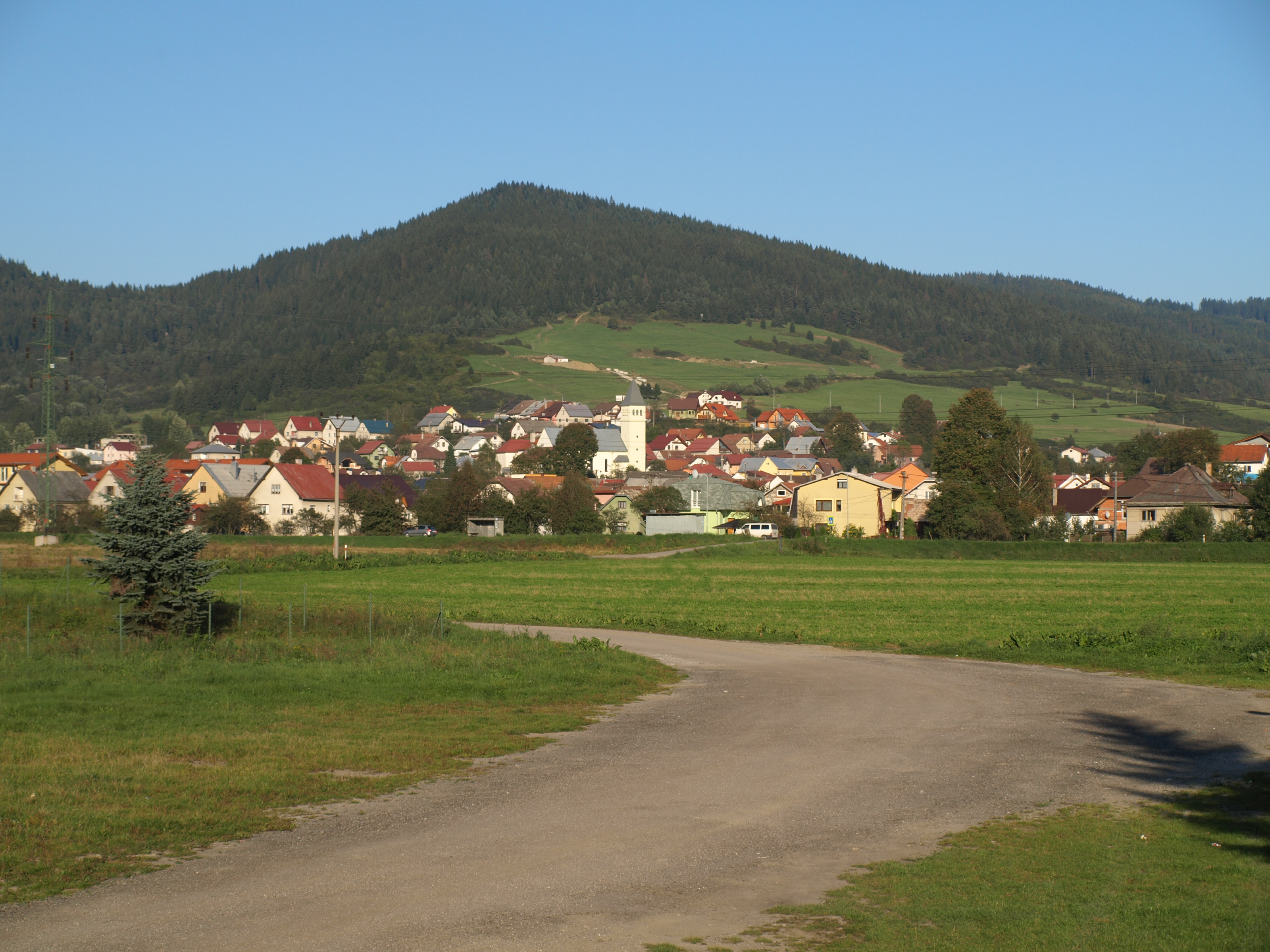
Kysucký Lieskovec

Kysucký Lieskovec (Hongaars: Újhelymogyoród) is een Slowaakse gemeente in de regio Žilina, en maakt deel uit van het district Kysucké Nové Mesto.
Kysucký Lieskovec telt 2.347 inwoners.